# Jetavanaramaya
Jetavanaramaya je dagoba, ki se nahaja v ruševinah Jetavane v kraju, ki je na seznamu svetovne dediščine Unesca, mestu Anuradhapura na Šrilanki. Mahasena Šrilanški (273-301) je začel gradnjo po uničenju budističnega samostana (mahavihara). Njegov sin Maghavanna I. je gradnjo končal.  Verjamejo, da je tukaj shranjena  relikvija del lente ali pasu, ki ga je uporabljal Buda.
Struktura je pomembna v zgodovini otoka, saj predstavlja napetosti med teravadskimi in mahajanskimi sektami budizma; je tudi pomembno zapisana v zgodovini kot ena najvišjih struktur v starodavnem svetu in druga najvišja ne-piramidalna zgradba po  Aleksandrijskem svetilniku; višina dagobe je 122 m in je bila najvišja stupa v starodavnem svetu. Struktura ni več najvišja, vendar je še vedno največja, z osnovno površino 233.000 m².  Pri izdelavi je bilo uporabljenih približno 93,3 milijonov žganih opek. Inženirska iznajdljivost pri izgradnji konstrukcije je bila pomembna v razvoju otoka. V dagobi so prav tako zastopane razlike med budističnimi menihi, saj so jo zgradili na prostoru uničenega mahavihare, kar je vodilo k uporu ministra kralja Mahasena.
Ta dagoba pripada sekti Sagalika. Prostor zajema približno 5,6 hektarja in je bil po oceni dom 10 tisoč budističnim menihom. Ena stran dagobe je dolga 176 m, stopnice na vsaki od štirih strani pa so široke 9 m. Vrata v svetišče, ki se nahajajo na dvorišču, so visoka 8 m. Konstrukcija je 8,5 m globoko temeljena v podlago. Kamniti napisi na dvorišču kažejo imena ljudi, ki so prispevali za gradnjo.

## Zamisel
Po smrti kralja Jette Tisa je njegovega brata Mahasena kot kralja posvetil menih Sanghamitta. Pod vplivom menihov je kralj Mahasena začel kampanjo proti ortodoksnim teravadistom, ki so prebivali v mahavihari.  Razlike med teravadisti in mahajanisti so se stopnjevale do te mere, da je bil kaznovan vsak, ki je nudil milost menihom, ki so prebivali v mahavihari. Mahavamsa citira Sanghamitto: »Prebivalci mahavihare ne učijo (prave) vinaye, mi smo tisti, ki učijo (pravo) vinayo, o kralj.«
Mahavihara je bil sčasoma opuščen. Menihi, ki so živeli v prostorih, so se preselili v Malaya Rata in Ruhuno, sledilo je plenjenje s strani Sanghamitte in ministra Sona, vse dragocenosti so bile prenesene v samostan Abhayagiri. Oplenitev je spodbudila upor ministra Meghavannabhaya, ki je najel vojsko iz območja Malaya Rata in postavil tabor ob zbiralnik Duratissaka. Kralj Mahasena je korakal z vojsko, da bi se sestal z ministrom Meghavannabhayem, in se pogajal pred bitko. Kralj se je opravičil za plenjenje in se strinjal, da bo zgradil viharo na mestu prejšnje mahavihare. Mahavamsa citira kralja: »bo naredil viharo, da bo spet živela, oprostite mi krivdo.« Sanghamitto je umoril delavec po navodilih kraljeve žene, po njegovi smrti in izgradnji parivene s strani Meghavannabhaya so se menihi vrnili.

## Oblika in konstrukcija
Kot največja antična stupa in ena od najvišjih starodavnih struktur na svetu je strukturno domišljena in inženirsko spretna gradnja. Temelji konstrukcije so bili globoki 8,5 m, velikost konstrukcije pa je zahtevala opeke, ki so lahko nosile obremenitve do 166 kg. Trdna podlaga je ležala na posteljici, kupola pa je bila zgrajena iz polne in polovične opeke in zemeljskega polnila, edinstvene oblike popolnega elipsoida, ki je bil varen pred potresi, je omogočil gradnjo velike strukture. 
Mahavamsa opisuje postavitev temeljev, kjer so bile razpoke v tleh napolnjene s kamni, ki so jih tlačili sloni, katerih noge so bile zaščitene z usnjenimi prevezami. Opeke, ki so bile uporabljene za gradnjo, so bile pomembne v razvoju antičnega inženirstva Šrilanke. Opeke, uporabljene za Jetavanaramayo, so bile iz 60-odstotkov drobnega peska in 35-odstotkov gline. Linearna elastična analiza končnih elementov pod samo težo je povzročila maksimalno tlačno napetost 839 kPa na spodnjem središču, zato je največja napetost v kupoli desetkrat manjša od tiste, ki bi jo lahko prenesejo opeke. 
Drobno zdrobljen dolomitni apnenčasti kamen, presejan pesek in glina so zagotovili vezivo za opeke. Uporabljena glina je bila gibljiva in se s tem prilagajala gibanju v strukturi. Ena od stranic opeke je bila hrapava, da bi ujela vezivno brozgo, s čimer je bilo omejeno bočno gibanje. Stupa je bila prekrita z apnenim ometom; uporabljeni omet je vseboval školjčne lupine, sladkorni sirup, jajčni beljak, kokosovo vodo, lepila, olja, rastlinske smole, pesek, glino in prodnike. Mavec je zagotovil hidroizolacijo konstrukcije. Mahavamsa omenja tudi uporabo bakrenih listov nad temeljenjem in arzen, raztopljen v sezamovem olju, da prepreči vdor žuželk in rastlin v notranjost stupe. Ocenjuje se, da so Jetavanaramayo gradili 15 let in je zahtevala vestno delovno silo stotin delavcev, vključno z zidarji in opekarji in kamnoseki.

## Pozna zgodovina
Jetavanaramaya je bila pod menihi sekte Sagalika. Sekta je bila tesno povezana s samostanom Abhyagiri viharaya. Proti koncu obdobja Anuradhapure se je Jetavana razvila v eno od treh bratovščin otoka skupaj z Mahaviharo in Abhyagirijo. Bratovščine so se združile v času vladavine kralja Parakramabahuja I. Pasada, ki jo je zgradil kralj Sena, je bila uničena zaradi požara. Kralj Agghabodhi VI. je zgradil in dodal novo pasado. Čola napadalci v času vladavine kralja Udaya IV. so uničili kralja Sene zlate podobe Bude. Popravila je opravil kralj Mahendra IV. Juma, trgovec na Šrilanki, je predstavil kralja Silakala s knjigo Mahayana, ki jo je Dhammadatu prinesel iz Benaresa. Kralj Silakala je priredil letni festival za praznovanje Dhammadatuja. Mahaviharski menihi so bojkotirali festivale, pri čemer so navajali Mahayana izvor knjige, vendar so jih pozneje prepričali menihi Abhayagiri, da so se udeležili praznovanj. Vodstvo Mahavihare je bilo v času vladavine kralja Aggabodhija I. končno sprejeto, po porazu javne razprave med menihi.

## Zaščita
Do leta 1909 je bila kolosalna struktura prekrita z gostim grmovjem. Menih Kumbuke Dhammarama iz templja Sailabimbaramaya v Gammanpitu je od odbora Atamasthana dobil dovoljenje, da očisti stupo in dvorišče. Odobritev je bila kasneje preklicana, ker se je menih odločil, da se bo naselil. Palannaruwe Sobita je zaprosil in prejel dovoljenje za nadaljevanje čiščenja prostorov, vendar je bila odobritev znova preklicana, ko je menih začel zbirati prispevke. Vendar pa menih ni hotel odstopiti; po pravdnih postopkih, ki so sledili, je bil prisiljen zapustiti delo.
Obnova je bila financirana iz prihodkov od prodaje vstopnic, večinoma tujim turistom na treh kulturnih spomenikih v Anuradhapuri, Polonnaruwi in  Sigiriji. Opeke so žgali z uporabo enake vrste mešanice, ki so jo uporabili graditelji prvotne dagobe. Izkopi so razkrili artefakte, ki kažejo na to, da je bila Šrilanka najpomembnejši dejavnik trgovinske dejavnosti, ki je povezovala indijske dežele, Sredozemlje in Daljni vzhod ter umetniške vplive, ki kažejo na skupno kulturo v Južni Aziji.